# ماتیاس بکمان
ماتیاس بکمان (انگلیسی: Matthias Beckmann؛ زادهٔ ۵ اکتبر ۱۹۸۴) است.